# Chalcoscirtus hosseinieorum
Chalcoscirtus hosseinieorum là một loài nhện trong họ Salticidae.
Loài này thuộc chi Chalcoscirtus. Chalcoscirtus hosseinieorum được Dmitri Viktorovich Logunov, Yuri M miêu tả năm 2002. Marusik & Mozaffarian.